# Csörötnek
Csörötnek è un comune dell'Ungheria di 935 abitanti (dati 2001). È situato nella contea di Vas.